# Max-Morlock-Stadion
O Max-Morlock-Stadion é um estádio de futebol da cidade de Nuremberg, na Alemanha. É a sede do 1. FC Nuremberg, time alemão que disputa a 2. Bundesliga (Segunda divisão do Campeonato Alemão).
O estádio tem capacidade para 50.000 pessoas e foi um dos estádios utilizados na Copa do Mundo FIFA de 2006.
O estádio foi utilizado, em 1933, pela Juventude Hitlerista e fica próximo do Campo Zeppelin, onde eram realizados eventos do Partido Nazista e onde seria construído o Deutsche Stadion (o Estádio Alemão, em estilo Greco-romano, com capacidade para 400.000 pessoas). Abrigou partidas de futebol dos Jogos Olímpicos de Verão de 1972.
O estádio passou por renovações em 1988, 1991 e 2002 (para a Copa do Mundo FIFA de 2006). Na última foram gastos € 56,2 milhões. 
Em 14 de Março de 2006 o estádio foi renomeado para e@syCredit-Stadion, num contrato de Direitos de nome por cinco anos com uma financeira.

## Jogos da Copa do Mundo de 2006
| Data        | Equipe #1  | Placar | Equipe #2         | Grupo            |
| ----------- | ---------- | ------ | ----------------- | ---------------- |
| 12 de junho | México     | 3 – 1  | Irã               | Grupo D          |
| 17 de junho | Inglaterra | 2 – 0  | Trinidad e Tobago | Grupo B          |
| 20 de junho | Japão      | 0 – 0  | Croácia           | Grupo F          |
| 23 de junho | Gana       | 2 – 1  | Estados Unidos    | Grupo E          |
| 26 de junho | Portugal   | 1 – 0  | Países Baixos     | Oitavas-de-final |